# Esquizoteri
Els esquizoteris (Schizotherium) són un gènere extint de mamífers perissodàctils de la família dels calicotèrids que visqueren a Àsia, Europa i Nord-amèrica des de l'Eocè superior fins a l'Oligocè superior, fa entre 23 i 37 milions d'anys. Se n'han trobat restes fòssils al Canadà, França, Geòrgia, el Kazakhstan, Mongòlia i la Xina. Foren els primers calicotèrids a evolucionar i els primers a arribar a Europa després de la Grande Coupure. El nom genèric Schizotherium significa ‘bèstia partida’, en referència a la fissura que presenten als extrems de les falanges.